# EuroHockey Club Champions Cup 2003 (Herren, Feld)
Die 30. Austragung des EuroHockey Club Champions Cup (Herren, Feld) fand vom 6. bis zum 9. Juni 2003 in der belgischen Hauptstadt Brüssel statt.
Nur der polnische WKS Grunwald nahm bereits 2002 teil. Der englische Meister Reading HC sicherte sich erstmals den Titel durch ein 4:2 n.7-m im Finale gegen den Real Club de Polo aus Barcelona.

## EuroHockey Club Champions Cup
Gruppe A
Freitag, 3. Juni 2003
- 12:00 A: Gladbacher HTC  – Cork Harlequins HC  3:1
- 14:00 A: Reading HC  – WKS Grunwald Posen  1:2

Samstag, 4. Juni 2003
- 11:00 A: Gladbacher HTC  – WKS Grunwald Posen  4:3
- 13:00 A: Reading HC  – Cork Harlequins HC  10:0

Sonntag, 5. Juni 2003
- 10:00 A: WKS Grunwald Posen  – Cork Harlequins HC  4:0
- 12:00 A: Gladbacher HTC  – Reading HC  1:3

| .   |                    |      |        |
| Pos | Verein             | Tore | Punkte |
| 1.  | Reading HC         | 14:3 | 6      |
| 2.  | Grunwald Posen     | 9:5  | 6      |
| 3.  | Gladbacher HTC     | 8:7  | 6      |
| 4.  | Cork Harlequins HC | 1:17 | 0      |

Gruppe B
Freitag, 3. Juni 2003
- 16:00 B: HC Bloemendaal  – CA Montrouge  3:1
- 18:00 B: Real Club de Polo  – Royal Léopold Club  4:2

Samstag, 4. Juni 2003
- 15:00 B: HC Bloemendaal  – Royal Léopold Club  6:1
- 17:00 B: Real Club de Polo  – CA Montrouge  8:0

Sonntag, 5. Juni 2003
- 14:00 B: HC Bloemendaal  – Real Club de Polo  1:3
- 16:00 B: Royal Léopold Club  – CA Montrouge  2:1

| .   |                    |      |        |
| Pos | Verein             | Tore | Punkte |
| 1.  | Real Club de Polo  | 15:3 | 9      |
| 2.  | HC Bloemendaal     | 10:5 | 6      |
| 3.  | Royal Léopold Club | 5:11 | 3      |
| 4.  | CA Montrouge       | 2:13 | 0      |

Platzierungsspiele
Montag, 6. Juni 2003
- 08:00 Abstiegsspiel 4.A – 3.B: Cork Harlequins HC  – Royal Léopold Club  0:2
- 10:30 Abstiegsspiel 3.A – 4.B: Gladbacher HTC  – CA Montrouge  8:2
- 12:00 Spiel um Platz 3: WKS Grunwald Posen  – HC Bloemendaal  2:5
- 15:30 Finale: Reading HC  – Real Club de Polo  1:1, 4:2 n.7-m.

Endstand
- 1. Reading HC  Euro Hockey Club Champions Cup 2003
- 2. Real Club de Polo
- 3. HC Bloemendaal
- 4. WKS Grunwald Posen
- 5. Gladbacher HTC
- 5. Royal Léopold Club
- 7. CA Montrouge  (Abstieg für Frankreich zur EuroHockey Club Champions Trophy 2004)
- 7. Cork Harlequins HC  (Abstieg für Irland zur EuroHockey Club Champions Trophy 2004)

## EuroHockey Club Champions Trophy
Die EuroHockey Club Champions Trophy fand vom 5. – 8. Juni 2003 in der italienischen Hauptstadt Rom statt. Sie bildete den ersten Unterbau zum EuroHockey Club Champions Cup. Die Clubs spielten neben dem Titel auch um Auf- und Abstieg ihrer nationalen Verbände für die folgende Europapokalsaison.
Gruppe A
Donnerstag, 5. Juni 2003
- 09:30 h: SC Stroitel Brest  – Orient Lyngby  10:1
- 11:30 h: HC Rotweiss Wettingen  – AHTC Wien  8:1

Freitag, 6. Juni 2003
- 10:00 h: SC Stroitel Brest  – AHTC Wien  3:7
- 12:00 h: HC Rotweiss Wettingen  – Orient Lyngby  7:0

Samstag, 7. Juni 2003
- 10:00 h: AHTC Wien  – Orient Lyngby  7:0
- 12:00 h: SC Stroitel Brest  – HC Rotweiss Wettingen  0:2

| .   |                       |       |        |
| Pos | Verein                | Tore  | Punkte |
| 1.  | HC Rotweiss Wettingen | 17:1  | 9      |
| 2.  | AHTC Wien             | 15:11 | 6      |
| 3.  | SC Stroitel Brest     | 13:10 | 3      |
| 4.  | Orient Lyngby         | 1:24  | 0      |

Gruppe B
Donnerstag, 5. Juni 2003
- 14:30 h: Dinamo Ekaterinburg  – Slavia Prag  0:0
- 17:30 h: Grange HC  – HC Rom  2:2

Freitag, 6. Juni 2003
- 15:30 h: Grange HC  – Slavia Prag  1:1
- 17:30 h: Dinamo Ekaterinburg  – HC Rom  3:3

Samstag, 7. Juni 2003
- 14:30 h: Grange HC  – Dinamo Ekaterinburg  1:1, 4:5 n.7m
- 16:30 h: Slavia Prag  – HC Rom  1:2

| .   |                     |      |        |
| Pos | Verein              | Tore | Punkte |
| 1.  | HC Rom              | 7:6  | 5      |
| 2.  | Dinamo Ekaterinburg | 4:4  | 3      |
| 3.  | Grange HC           | 4:4  | 3      |
| 4.  | Slavia Prag         | 2:3  | 2      |

Platzierungsspiele
Sonntag, 8. Juni 2003
- 09:00 Abstiegsspiel 4.A – 3.B: Orient Lyngby  – Grange HC  1:7
- 11:30 Abstiegsspiel 3.A – 4.B: SC Stroitel Brest  – Slavia Prag  2:3
- 14:30 Aufstiegsspiel 2.A – 1.B: AHTC Wien  – HC Rom  3:3, 4:2 n.7m
- 17:00 Aufstiegsspiel 1.A – 2.B: HC Rotweiss Wettingen  – Dinamo Ekaterinburg  1:1, 5:4 n.7m

Endstand
- 1. AHTC Wien  (Aufstieg für Österreich zum Euro Hockey Club Champions Cup 2004)
- 1. HC Rotweiss Wettingen  (Aufstieg für die Schweiz zum Euro Hockey Club Champions Cup 2004)
- 3. HC Rom
- 3. Dinamo Ekaterinburg
- 5. Slavia Prag
- 5. Grange HC
- 7. Orient Lyngby  (Abstieg für Dänemark zur EuroHockey Club Champions Challenge 2004)
- 7. SC Stroitel Brest  (Abstieg für Weißrussland zur EuroHockey Club Champions Challenge 2004)

## EuroHockey Club Champions Challenge
Die EuroHockey Club Champions Challenge fand vom 5. – 8. Juni 2003 in der bulgarischen Hauptstadt Sofia statt. Sie bildete den zweiten Unterbau zum EuroHockey Club Champions Cup. Die Clubs spielten neben dem Titel auch um den Aufstieg ihrer nationalen Verbände für die folgende Europapokalsaison.
Gruppe A
Donnerstag, 5. Mai 2003
- 13:00 h: Eagles HC  – NSA Sofia  7:1
- 15:00 h: Ramaldense HC  – HK Marathon  3:2

Freitag, 6. Mai 2003
- 13:00 h: Eagles HC  – HK Marathon  4:2
- 15:00 h: Ramaldense HC  – NSA Sofia  3:1

Samstag, 7. Mai 2003
- 13:00 h: Eagles HC  – Ramaldense HC  3:2
- 15:00 h: HK Marathon  – NSA Sofia  5:1

| .    |               |      |        |
| Pos. | Verein        | Tore | Punkte |
| 1.   | Eagles HC     | 14:5 | 9      |
| 2.   | Ramaldense HC | 8:6  | 6      |
| 3.   | HK Marathon   | 9:8  | 3      |
| 4.   | NSA Sofia     | 3:15 | 0      |

Gruppe B
Donnerstag, 5. Mai 2003
- 09:00 h: Kolos Borispol  – Építők SC  2:1
- 11:00 h: Whitchurch HC  – Nayan 81  1:1

Freitag, 6. Mai 2003
- 09:00 h: Kolos Borispol  – Nayan 81  5:0
- 11:00 h: Whitchurch HC  – Építők SC  4:1

Samstag, 7. Mai 2003
- 09:00 h: Nayan 81  – Építők SC  3:5
- 11:00 h: Kolos Borispol  – Whitchurch HC  2:1

| .    |                |      |        |
| Pos. | Verein         | Tore | Punkte |
| 1.   | Kolos Borispol | 9:2  | 9      |
| 2.   | Whitchurch HC  | 6:4  | 4      |
| 3.   | Építők SC      | 7:9  | 3      |
| 4.   | Nayan 81       | 4:11 | 1      |

Platzierungsspiele
Sonntag, 8. Juni 2003
- 08:00 Abstiegsspiel 4.A – 3.B: NSA Sofia  – Építők SC  1:3
- 10:30 Abstiegsspiel 3.A – 4.B: HK Marathon  – Nayan 81  1:1, 5:3 n.7-m
- 13:00 Aufstiegsspiel 2.A – 1.B: Ramaldense HC  – Kolos Borispol  0:3
- 15:00 Aufstiegsspiel 1.A – 2.B: Eagles HC  – Whitchurch HC  1:3

Endstand
- 1. Whitchurch HC  (Aufstieg für Wales zur Euro Hockey Club Champions Trophy 2004)
- 1. Kolos Borispol  (Aufstieg für die Ukraine zur Euro Hockey Club Champions Trophy 2004)
- 3. Ramaldense HC
- 3. Eagles HC
- 5. HK Marathon
- 5. Építők SC
- 7. NSA Sofia
- 7. Nayan 81

## Quelle
Deutsche Hockey Zeitung Juni 2003